# Мелешкевич, Ирина Ярославовна
Ири́на Ярославовна Мелешке́вич (1956—2020) — искусствовед, галерист, куратор, арт-менеджер. С 1993 по 2004 год — директор частной галереи «Манеж». Одна из создателей литературно-художественного журнала «Золотой век».

## Биография
Окончила английскую спецшколу № 26. Закончила исторический факультет МГУ им. Ломоносова, отделение истории искусства.
В 1980-х годах работала в Министерстве культуры РСФСР, в музейном отделе, затем заместителем директора по научной части ВХНРЦ им. Грабаря.
В 1992 году, продолжая работать во ВХНРЦ, организует галерею «Артмедиа». Начинает издавать первый на пространстве российского художественного рынка «Справочник по галереям, музеям и антикварным салонам. Артмедиа». Участвует с галереей Артмедиа в первой художественной ярмарке «Артмиф».
В 1993 году на площадке ЦВЗ «Манеж» открывает галерею «Манеж», руководителем, идейным вдохновителем и главной движущей силой которой она будет бессменно до пожара Манежа в 2004 году. Принимает активное участие в создании ежегодной ярмарки «Арт-Манеж», став постоянным членом ее художественного совета и куратором.
С 2005 года продолжала деятельность в качестве куратора, став содиректором целого ряда художественных ярмарок — «Худграф», «Артесания», «Ардеко» и других. В 2012 году деятельность большинства этих ярмарок была прекращена новой городской культурной политикой Сергея Капкова и Марины Лошак.
Постоянный член редколлегии (с 1993) журнала «Золотой век», книжной серии «Ближний круг».
В 2007 году входила в экспертный совет премии «Мастер» фонда «Эра».

### Галерея «Манеж»
Галерея актуального искусства «Манеж», открывшаяся в 1994 году, стала важной локацией на карте современного российского искусства того времени, одним из игроков в схватке за только зарождающийся в России артрынок и зрителя. Ее основание было связано с актуальными проблемами тогдашнего контемопрари-арта, с вызовом, брошенным деятелями актуального искусства, которые провозгласили «смерть живописи, завершение истории искусств как таковой». Как доказательство противного, в новой галерее прошли выставки художников Ирины Старженецкой, Ильи Табенкина, Татьяны Назаренко, Екатерины Корниловой, Анны Бирштейн. Скоро к художникам, сплотившимся вокруг галереи «Манеж», примкнули московские гиперреалисты Сергей Шерстюк, Сергей Базилев, Андрей Волков, Сергей Гета, Николай Белянов, Ольга Гречина.
Кроме того, Ирина Мелешкевич сумела привлечь на сторону галереи «Манеж» художников, свободных от «конфронтации»: Андрея Красулина, Анатолия Камелина, Алексея Чаругина, Сергея Семенова, Владимира Брайнина, Леонида Семейко, Александра Суворова, Константина Победина, Екатерину Рожкову, а также более молодых авторов.
Одними из громких проектов галереи «Манеж», куратором которых выступила Мелешкевич, были «Фотоувеличение», «Красная Москва», «Красное и Белое».
За время работы галереи «Манеж» (1994—2005) прошло более 100 вернисажей художественных выставок.
По представлению Мелешкевич за вклад в изобразительное искусство и выставки в галерее «Манеж» удостоились Государственной премии РФ Ирина Старженецкая (2000) и Александр Суворов (2003).
В середине 1990-х Мелешкевич делает галерею «Манеж» одним из важных мест московской литературно-художественной жизни, приютив под своей крышей журнал «Золотой век». Постоянными участниками галерейной жизни стали писатели Вячеслав Пьецух, Николай Климонтович, Евгений Попов, Светлана Васильева, Вера Павлова, Александр Кабаков, Ирина Барметова, Алексей Парщиков, Сергей Бардин, Игорь Клех, большинство авторов журнала. На галерейной площадке проходили вечера, встречи, организовывались совместные проекты, такие как книжная серия «Ближний круг» под редакцией Ирины Мелешкевич и Владимира Салимона, главного редактора «Золотого века». Серия, наряду с литературными текстами, включала в издание картины и графику художников галереи.
Большая часть серии погибла во время пожара Манежа 2004 года.
В огне этого пожара завершилась и деятельность галереи «Манеж», ещё несколько раньше закрылся «Золотой век».
После пожара Мелешкевич организовала благотворительную выставку «Ближний круг (после Большого пожара)» в Центре современного искусства «М’АРС»

## Награды
- Премия журнала «Золотой век» (1996) за литературно-художественный проект «Красное и белое».

## Издания
- АртМедиа: художественный рынок. Справочник по галереям и антикварным магазинам Москвы, Санкт-Петербурга и Киева. М., 1994.
- Каталоги художественных выставок галереи «МАНЕЖ» 1994—2020 гг.
- Каталоги ярмарки АРТ «Манеж» (1997—2006)
- Каталоги ярмарок Худграф, Артесания, Ардеко
- Ирина Мелешкевич. «В сумрачном лесу современной фотографии» (Вестник Европы, номер 15, 2005)